# Chippewa Boots
Pour les articles homonymes, voir Chippewa.

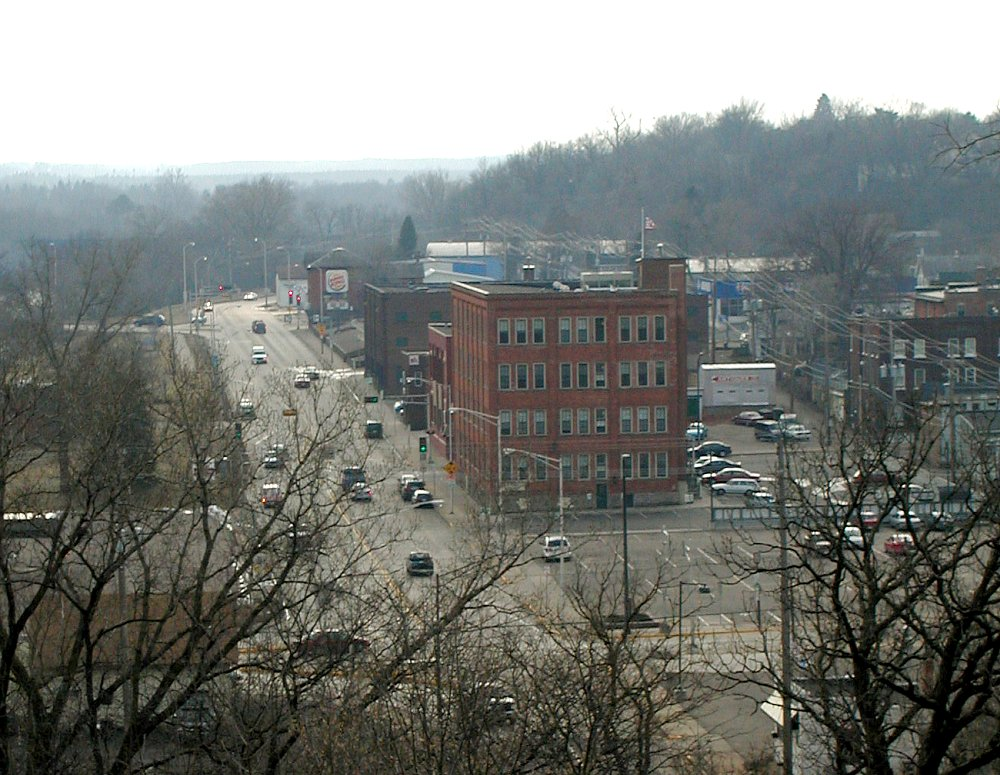
La Chippewa Shoe Manufacturing Company, inscrit dans le registre national des lieux historiques.

Chippewa Boots, à l'origine connue sous le nom de Chippewa Shoe Manufacturing Company d'après la tribu amérindienne, est un fabricant de bottes et chaussures de travail d'abord pour ouvriers, puis pour les militaires, reconnues pour leur robustesse. Elle fabrique également une gamme de chaussures de loisirs depuis les années 1950, ainsi que certaines chaussures pour femmes. L'entreprise est fondée à Chippewa Falls, en 1901.

## Historique
L'entreprise est fondée par JB Piotrowski et John Andrejski à Chippewa Falls, Wisconsin, en 1901, pour commercialiser des bottes à destinations des bucherons du Canada et du Midwest. Dès sa fondation, l'entreprise a une croissance rapide. En quelques années elle commercialise 1 000 paires par jour. Moins de dix ans après sa création, elle possède une usine de cinq étage et fabrique jusqu'à 2 500 paires par jour. Son modèle iconique, la « Logger », sorte de grosse chaussure à lacets, répond à tous les besoins des bucherons : résistante aux coupures, adhérente aux sols glissants, endurante à l'usage mois après mois, elle est équipée du coque de protection en acier. L'entreprise se renomme Original Chippewa en 1914. La Première Guerre mondiale va entrainer la fabrication de bottes pour les forces armées.
Après la crise de 1929, le bucheronnage va mal mais l'activité se développe dans le domaine pétrolier : la « Logger » va, là encore, remplir les besoins des ouvriers, jusque là souvent équipés de bottes en caoutchouc. Pour lutter contre le froid, la marque lance un nouveau produit, la botte « Engineer », inspirée des modèles anglais d'équitation, offrant sécurité et chaleur aux travailleurs.
Juste avant la Seconde Guerre Mondiale, l'entreprise créé la botte « Artic » pour équiper la 10th Mountain Division de soldats américains. À la sortie de la guerre, l'entreprise se développe durant plusieurs décennies vers les loisirs, avec la création de plusieurs chaussures de randonnée.
La chaussure « Minus 40 boot » très isolée, pour la neige, est lancée en 1976, puis suivi de la « Minus 50 ».
En 1984, Chippewa Boot Company est acquise par la marque texane Justin Brands (en), qui est à son tour acquise par Berkshire Hathaway en août 2000. Les autres filiales de Justin Brands sont Justin Boots, Justin Original Workboots, Bottes Nocona Boots et Tony Lama Boots. 